# Denis Foyatier
Denis Foyatier né le 21 septembre 1793 à Bussières (Loire) et mort le 19 novembre 1863 à Paris est un sculpteur néo-classique français.
Il est le beau-père du sculpteur Jules Blanchard (1832-1916).

## Biographie
Issu d'une famille modeste dont le père était tisserand puis agriculteur à Bezin, hameau de Bussières, Denis Foyatier s'initie lui-même et contre le gré de ses parents à la sculpture. Il commence par travailler sur des figurines religieuses, et après avoir acquis la technique du bois doré, il vend ses statues religieuses aux curés des alentours. Proche des milieux artistiques lyonnais, élève de Joseph Chinard, il poursuit ses sculptures dans le cadre familial. À la mort de son père, les économies de Foyatier lui permettent de partir pour Lyon où il intègre l’École spéciale de dessin de Lyon et devient élève de Joseph Charles Marin de 1813 à 1816.
En 1816, il obtient un prix de sculpture dont la bourse lui permet de rejoindre en 1817 l'École des beaux-arts de Paris où il devient élève du sculpteur néo-classique François-Frédéric Lemot.
En 1819, il expose ses premières œuvres et remporte une médaille au Salon de 1819 avec une statue de Jeune Faune.
Il entreprend alors à ses frais un voyage à Rome en 1822 où il est reçu à l'Académie de France à Rome (villa Médicis) à titre amical. Il y réalise le plâtre de son Spartacus qui est très remarqué. Une commande royale en 1828 lui permet d'exécuter en marbre la statue qui assure sa célébrité. Il est décoré de la Légion d'honneur le 1er mai 1834 pour son marbre La Siesta (Salon de 1834).
Foyatier est l'un des partisans du baron de Richemont, un personnage qui se faisait passer pour Louis XVII.
Denis Foyatier meurt le 19 novembre 1863 et repose au cimetière communal de Clamart (Hauts-de-Seine).

## Œuvres

### Figures héroïques antiques
À partir de la Restauration, le genre de la sculpture héroïque est présenté sous l’angle politique et historique anti-napoléonien à l'instar du Bellérophon combattant la Chimère de Johann Nepomuk Schaller ou du Milon de Crotone de Giuseppe De Fabris de 1821. Au même moment, parmi les artistes de différentes nationalités qui viennent toujours à Rome, beaucoup continuent de se soumettre à la discipline académique autour du nu masculin de modèles reconnus, antiques ou modernes.
Lorsque Denis Foyatier réalise son Spartacus à Rome, bien qu'en dehors de tout contexte académique, il suit le cursus studiorum en sculptant un corps nu comme expression d’un sujet historique. Spartacus, prince de Thrace et chef des révoltés contre Rome, est une figure de la résolution qui incarne un idéalisme révolutionnaire et une forme de stoïcisme propre à l'art de Jacques-Louis David et à la génération néoclassique. La statue de marbre remporte alors un grand succès avec un résonance nouvelle au lendemain de la Révolution de 1830.
À la suite d'un tel succès, l'administration royale commande à Denis Foyatier en 1832 une statue en marbre de Cincinnatus pour le jardin des Tuileries à Paris aux côtés de Spartacus brisant ses chaînes. Cincinnatus est un héros romain connu pour la simplicité de ses mœurs : il est nommé consul mais demeure néanmoins paysan. Le sculpteur le représente avec un bras appuyé sur une charrue, et l'autre bras armé d'un glaive, symbole de ses fonctions suprêmes de commandant de l'armée.
Ces deux puissantes figures viriles, Spartacus et Cincinnatus, révèlent la fascination de Foyatier pour la fibre héroïque et l'art néoclassique à travers les vertus morales des modèles antiques.

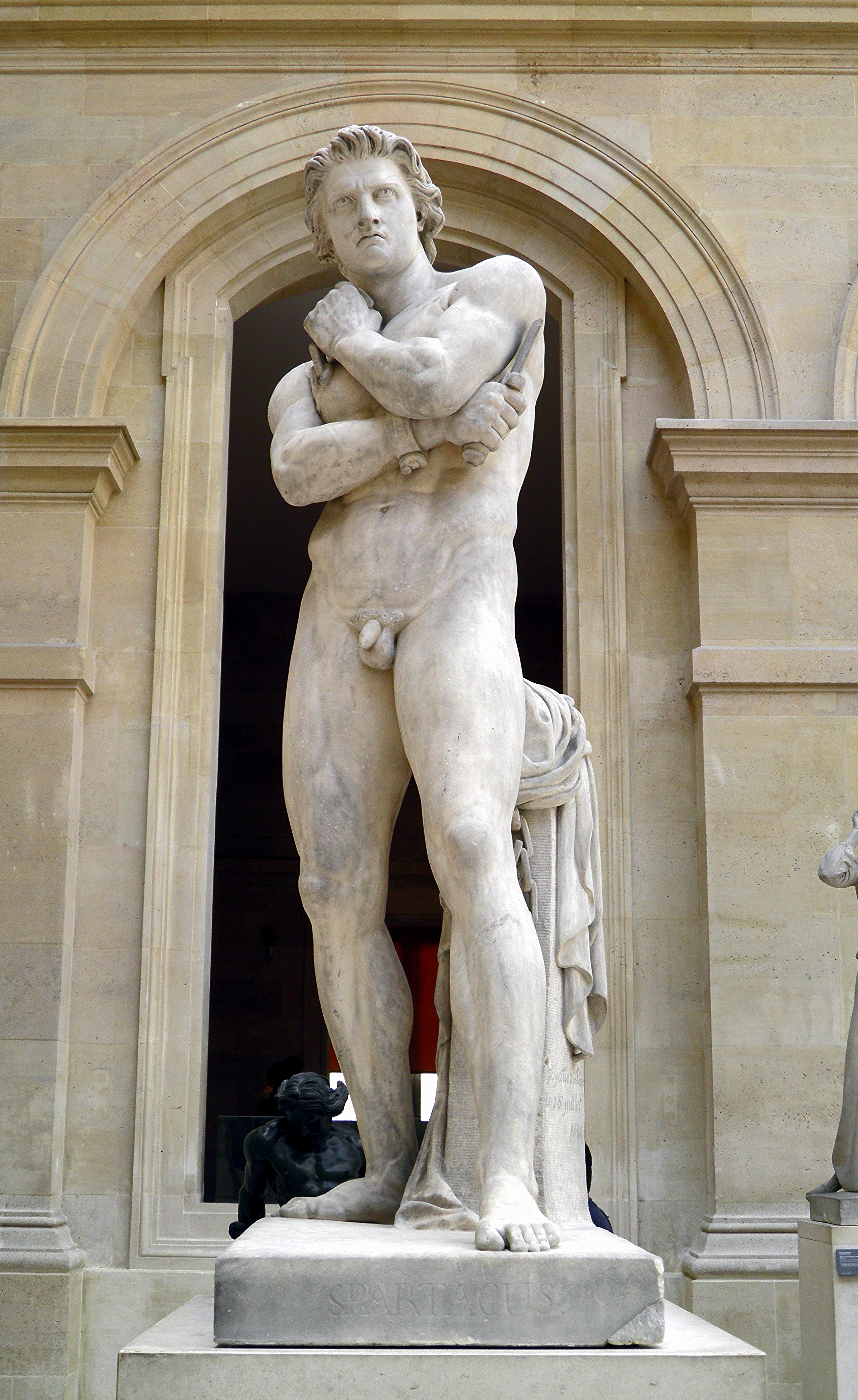
Spartacus (1830), Paris, musée du Louvre.
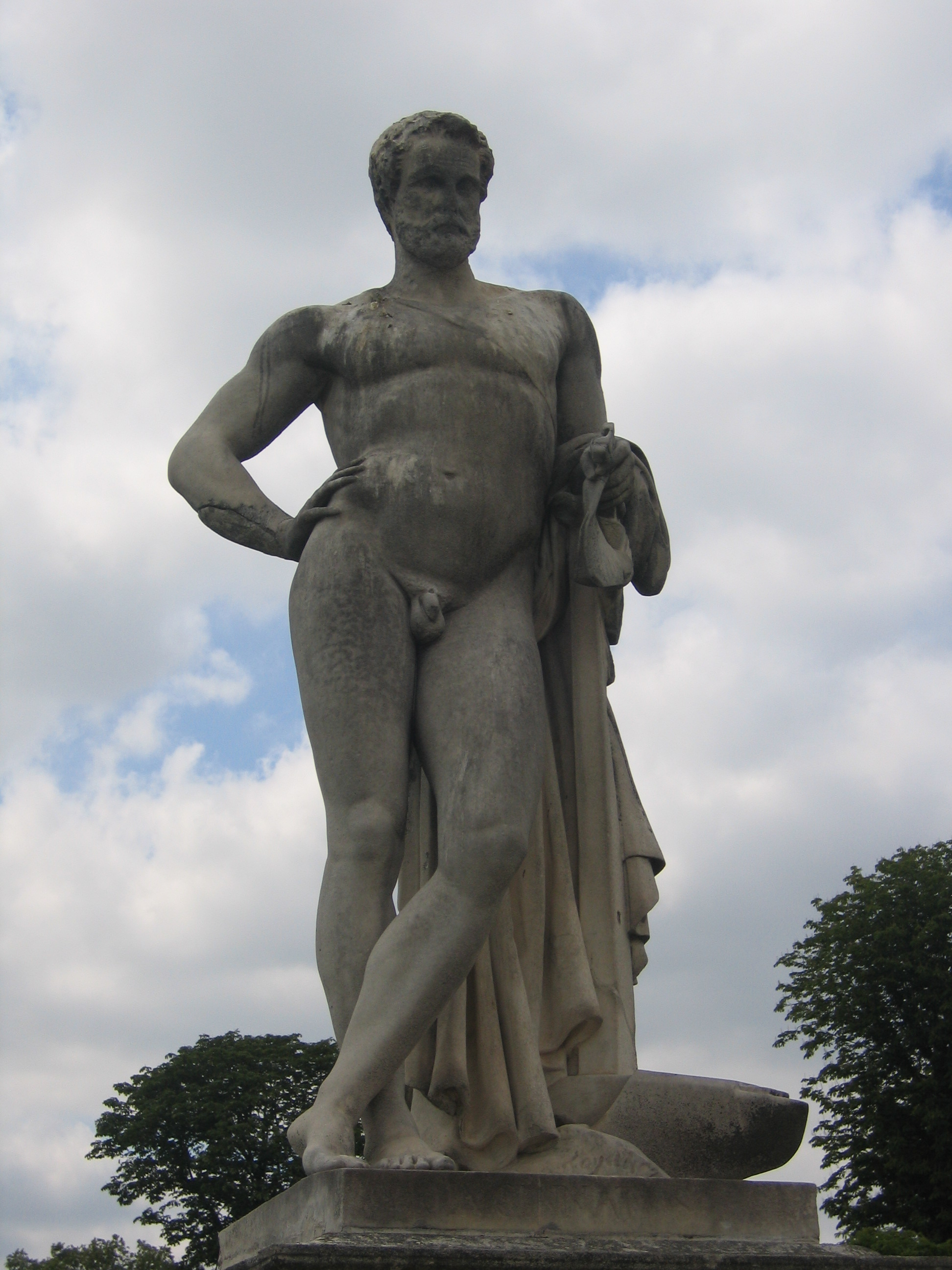
Lucius Quinctius Cincinnatus (1832-1834), Paris, jardin des Tuileries.

### Portraits aux galeries historiques de Versailles
Denis Foyatier répond progressivement à de nombreuses commandes publiques, notamment royales pour les galeries historiques du château de Versailles.
En 1831, alors que Louis Philippe songe à une nouvelle destination pour le musée de Versailles, le préfet du département de Seine-et-Oise propose au roi la création d’un musée de sculpture française et étrangère située au rez-de-chaussée du corps central du château. Une nouvelle série de portrait des grands hommes des siècles passés et présents permet alors de rendre hommage à l’École française de sculpture et retrace son histoire à travers ses œuvres.
Denis Foyatier réalise à cet effet la statue de Suger, abbé de Saint-Denis (1081-1151) en 1835, le buste de Jacques II de Chabannes seigneur de la Palice et maréchal de France (1470-1525) en 1838, et la statue d’Olivier de Clisson, connétable de France (1336-1407) en 1839.

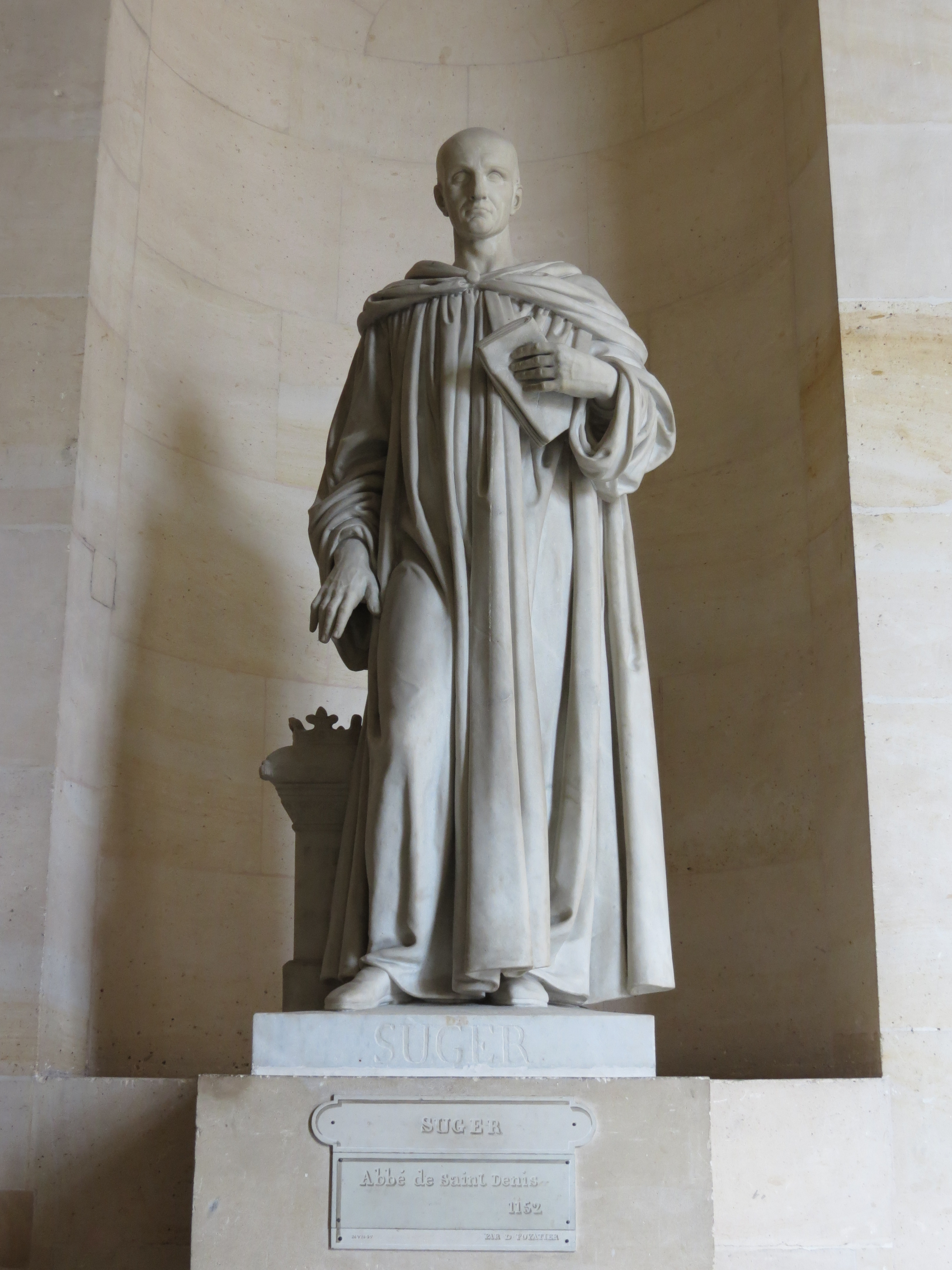
Suger (1835), château de Versailles.
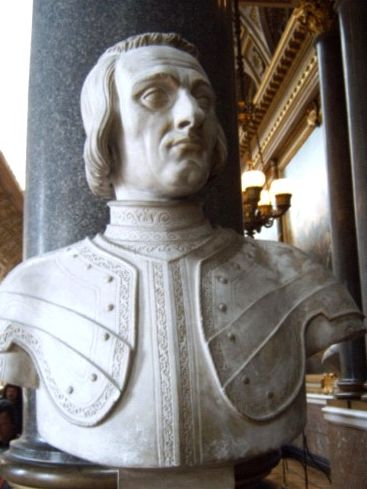
Jacques II de Chabannes, seigneur de La Palice (1838), château de Versailles.

### Commandes municipales lyonnaises
Dans la seconde moitié du XIXe siècle, la Ville de Lyon commande auprès de Foyatier une statue de bronze du major-général Claude Martin pour la place Saint-Pierre. C’est à ce personnage que la ville de Lyon doit de nombreuses écoles. Claude Martin fonde avec son immense fortune des écoles industrielles destinées à la formation d’enfants de la classe ouvrière. Après sa mort, la ville fonde l’école de La Martinière de Lyon.
Ce monument de 2,30 m est réalisée en 1843, or sa réception ne fait pas l’unanimité. D’une part parce que Foyatier a par le passé beaucoup déçu les Lyonnais avec son Monument à Jacquard (1840) place Sathonay, et d’autre part parce que le personnage de Claude Martin est lui-même controversé. Le Monument à Claude Martin est aujourd’hui érigée dans la cour de l’école de La Martinière de Lyon.

## Œuvres dans les collections publiques
- Arras : Saint Marc.
- Feurs : Monument au colonel Combes, 1839, statue en bronze[7].
- Lyon :
  - musée des Beaux-Arts :
    - La Duchesse d’Angoulême, 1815, buste ;
    - Jeune fille jouant avec un chevreau, 1831, marbre ;
    - Portrait d'homme et Portrait de femme, statuettes ;
    - Bacchante.

  - place de la Croix-Rousse : Monument à Jacquard, 1901, statue en bronze, inaugurée en 1840 sur la place Sathonay. Elle est envoyée à la fonte sous le régime de Vichy, dans le cadre de la mobilisation des métaux non ferreux. Une statue de remplacement en pierre, légèrement différente, réalisée par Élie Ottavry est installée en 1947[5].
- Miramont-de-Guyenne : Monument au vicomte de Martignac, 1845, statue en bronze, envoyé à la fonte sous le régime de Vichy, dans le cadre de la mobilisation des métaux non ferreux[8].
- Néronde : Saint Christophe, bois polychrome et doré.
- Orléans, place du Martroi : Statue équestre de Jeanne d'Arc, 1855, statue équestre en bronze (hauteur : 4,40 m)[9].
- Paris :
  - église de la Madeleine : Saint Philippe ; Saint Barthélémy ; Saint Thomas ; Saint Mathieu.
  - église de Notre-Dame-de-Lorette, à droite au-dessus du fronton : La Foi, statue en pierre.
  - église Saint-Étienne-du-Mont : Vierge à l’Enfant.
  - église Saint-Vincent-de-Paul, balustrade de la façade : Saint Matthieu, statue en pierre.
  - jardin du Luxembourg :
    - Étienne Pasquier, jurisconsulte, statue, à gauche du palais du Luxembourg ;
    - Montesquieu, statue.

  - jardin des Tuileries : Cincinnatus, 1832-1834, statue en marbre. Originellement placée en 1836 près du grand bassin rond dans un ensemble de huit statues pour l'allée des Grands Hommes.
  - musée du Louvre :
    - L'Amour, 1825, statue en marbre[10] ;
    - Spartacus, 1830, statue en marbre. Originellement placée en 1831 dans un ensemble de huit statues pour l'allée des Grands Hommes au jardin des Tuileries à Paris, la statue représentant Spartacus brisant ses chaînes est transférée en 1877 au musée du Louvre[11] ;
    - La Sieste, 1848, statue en marbre[12].

  - palais Bourbon : La Prudence, marbre.
- Remiremont, jardin des Olives du palais abbatial : Les Derniers Jours d’Herculanum, groupe en bronze, 2,65 m, envoyé à la fonte en 1942[13].
- Saint-Marcel-de-Félines : Église : Sainte-Cécile, un de ses rares tableaux
- Versailles :
  - Suger, 1835, statue en marbre ;
  - Jacques II de Chabannes, seigneur de La Palice, 1838, buste en marbre ;
  - Olivier de Clisson, 1839, statue.

## Hommages
Plusieurs villes ont donné son nom à l’une de leurs rues :
- Paris : Denis Foyatier a une rue portant son nom dans le 18e arrondissement (rue en escalier et terrasses qui permet d’accéder au Sacré-Cœur, elle borde les installations du funiculaire). L'école primaire qui se situe à cette adresse lui est également éponyme ;
- Roanne ;
- Saint-Étienne ;

ainsi que quelques communes du département de la Loire :
- Bussières, ville natale de l'artiste, un square à l’entrée du village par la route de Pouilly-lès-Feurs ;
- Feurs.

Œuvres de Denis Foyatier
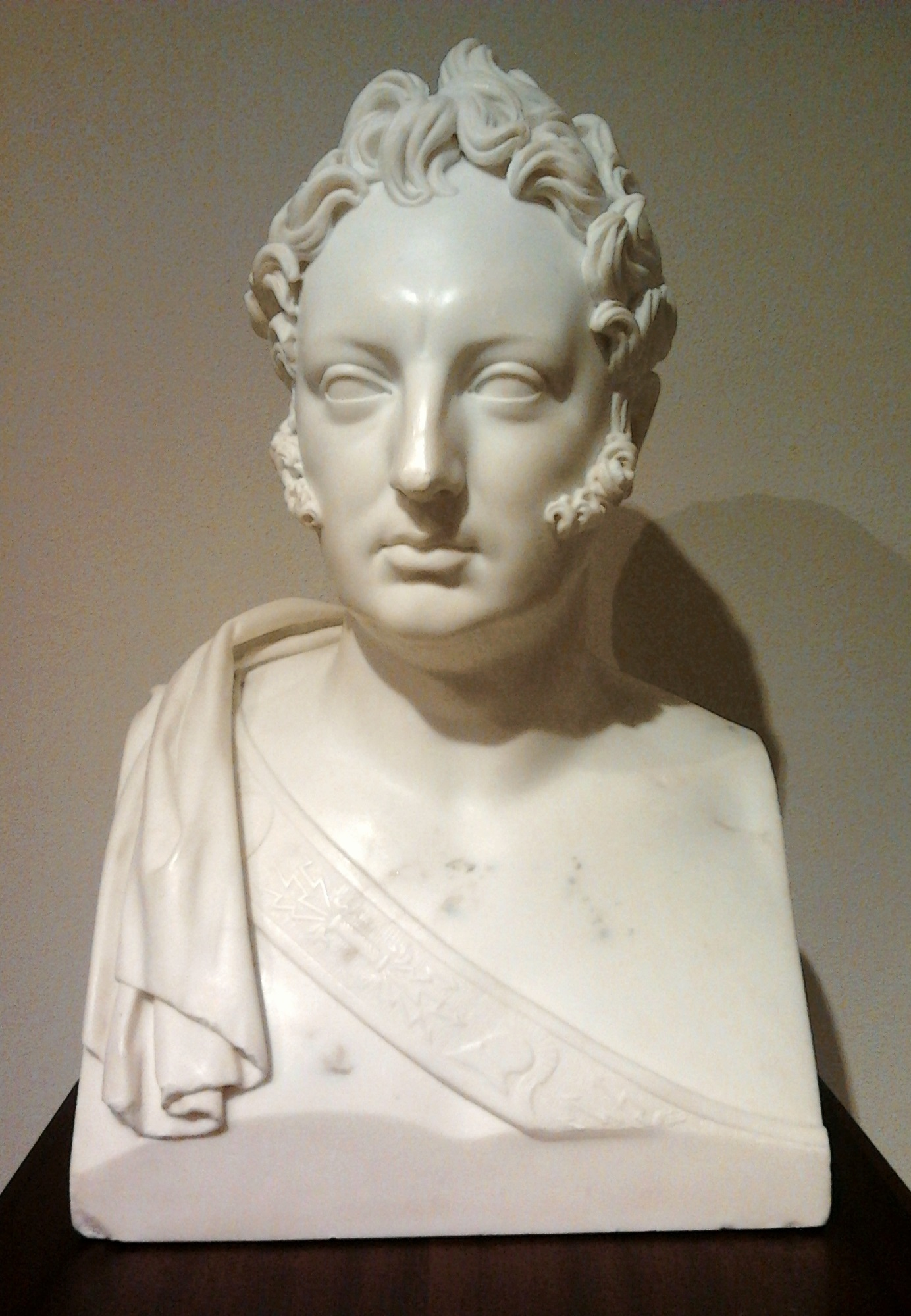
Buste d'homme (1819), musée national de Cracovie.
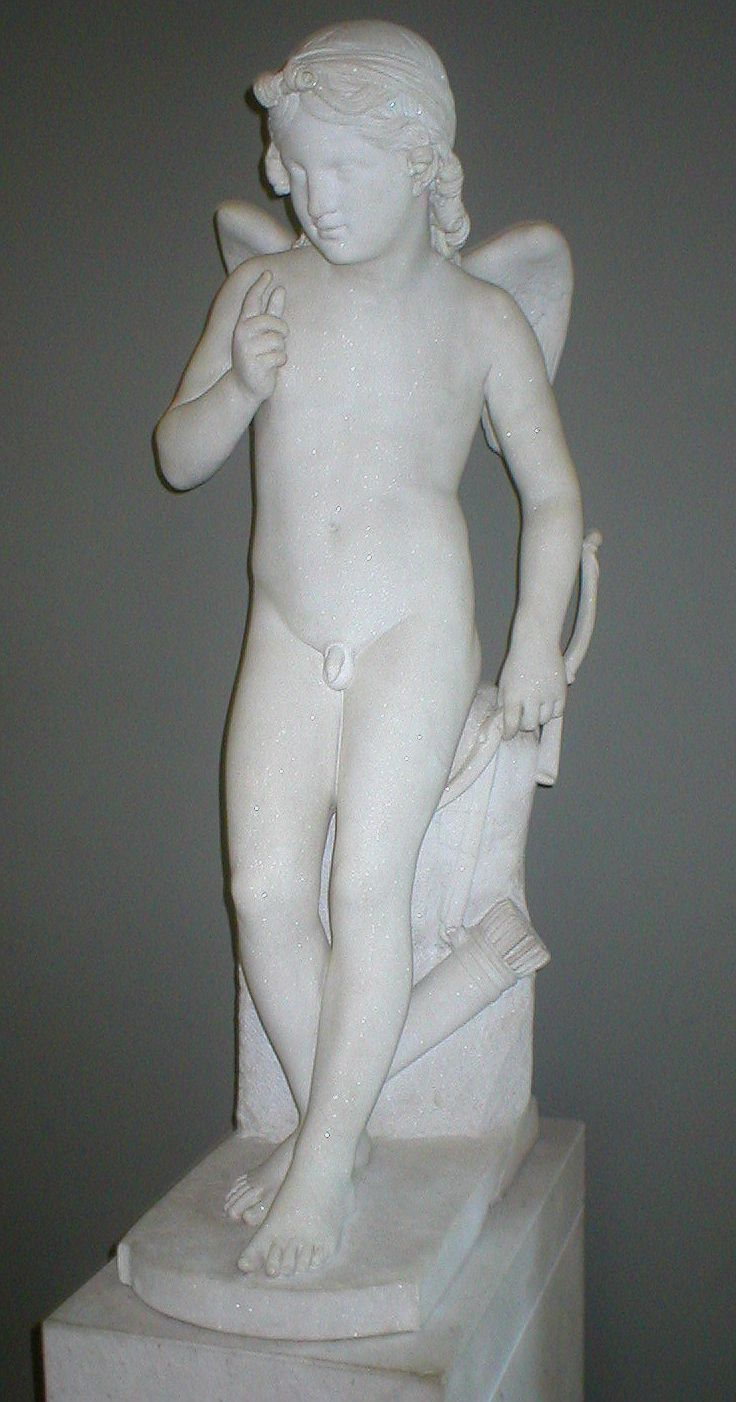
L'Amour (1825), Paris, musée du Louvre.
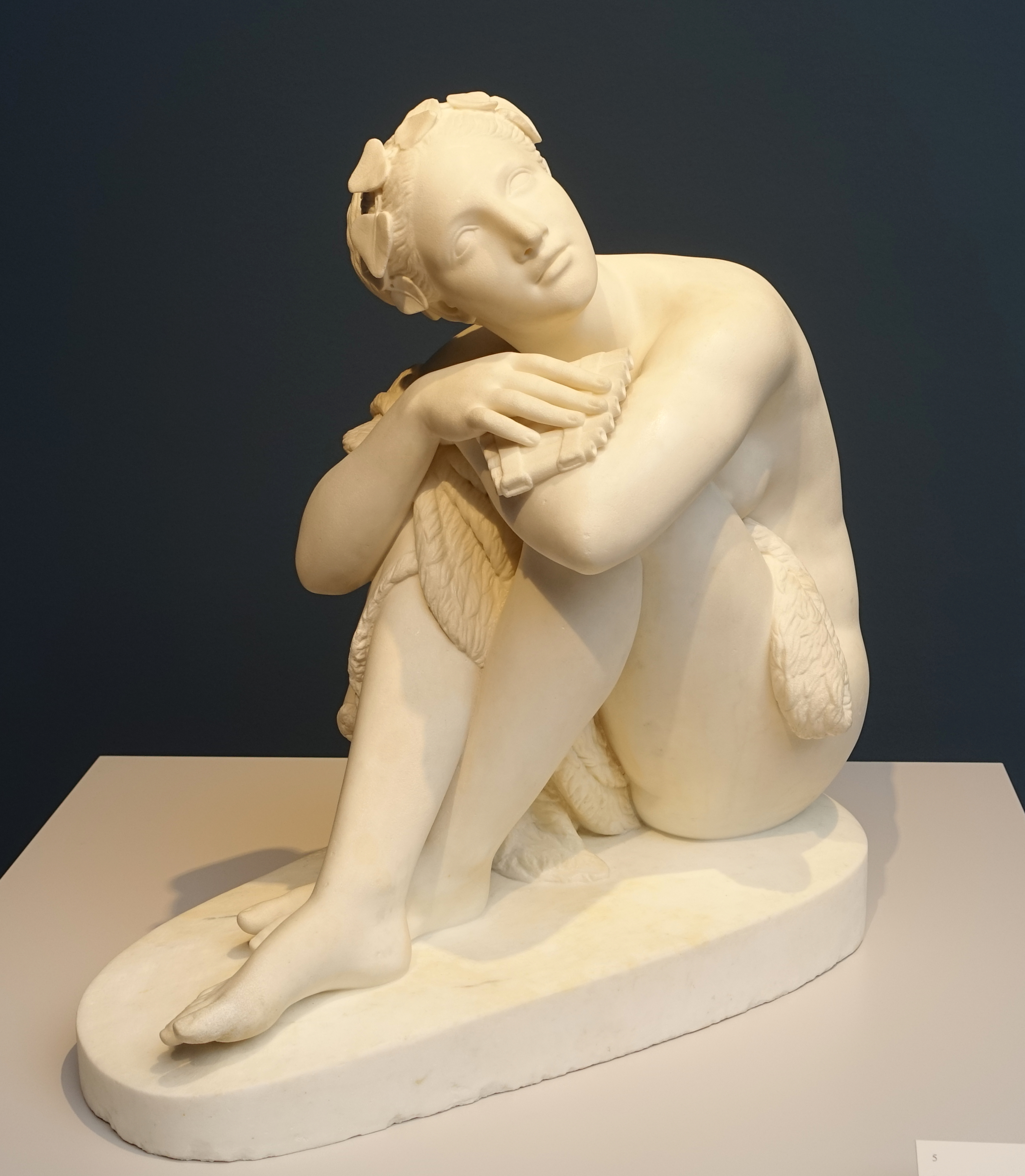
Faunesse (1845), Luxembourg, Villa Vauban.
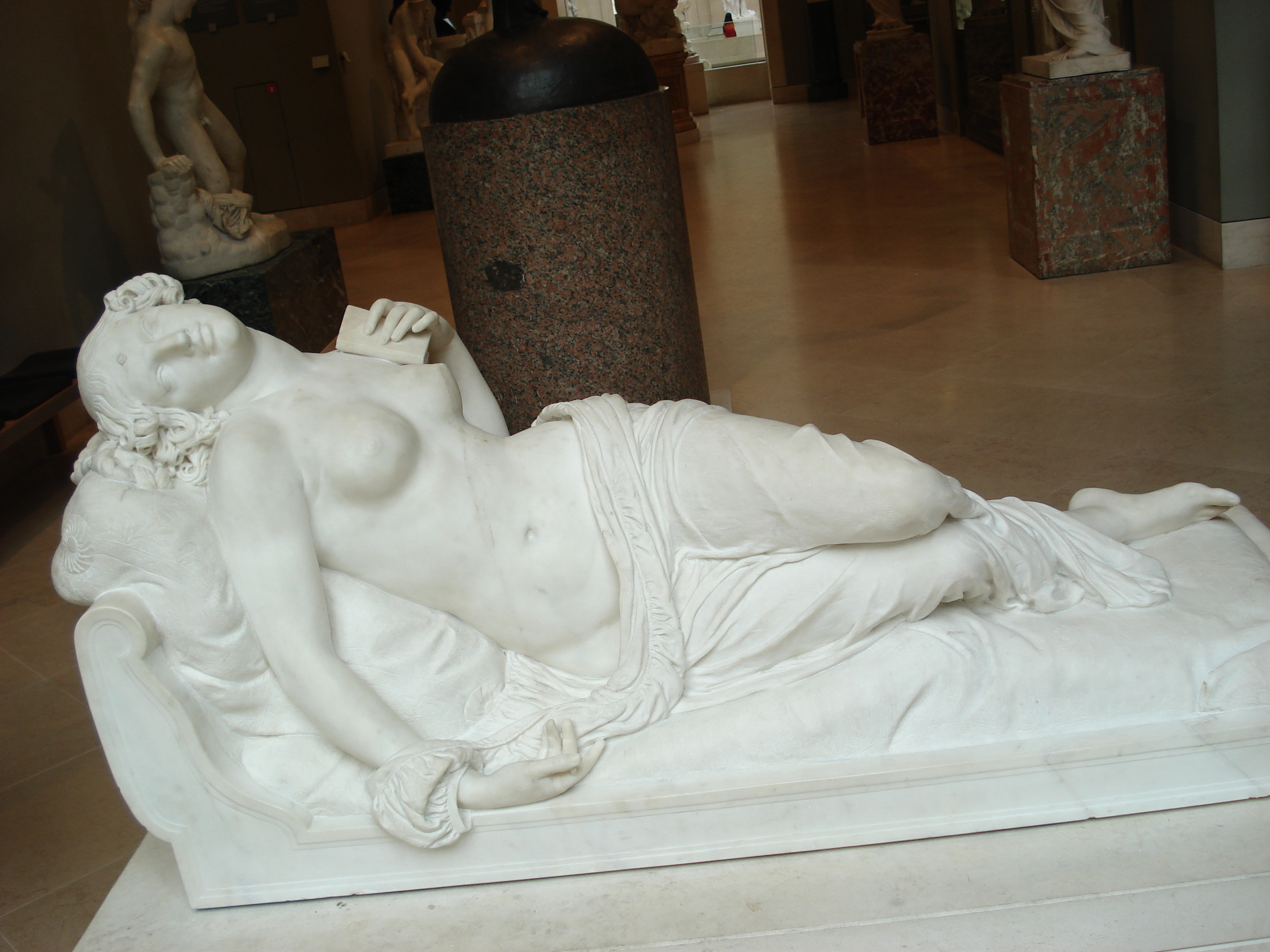
La Sieste (1848), Paris, musée du Louvre.
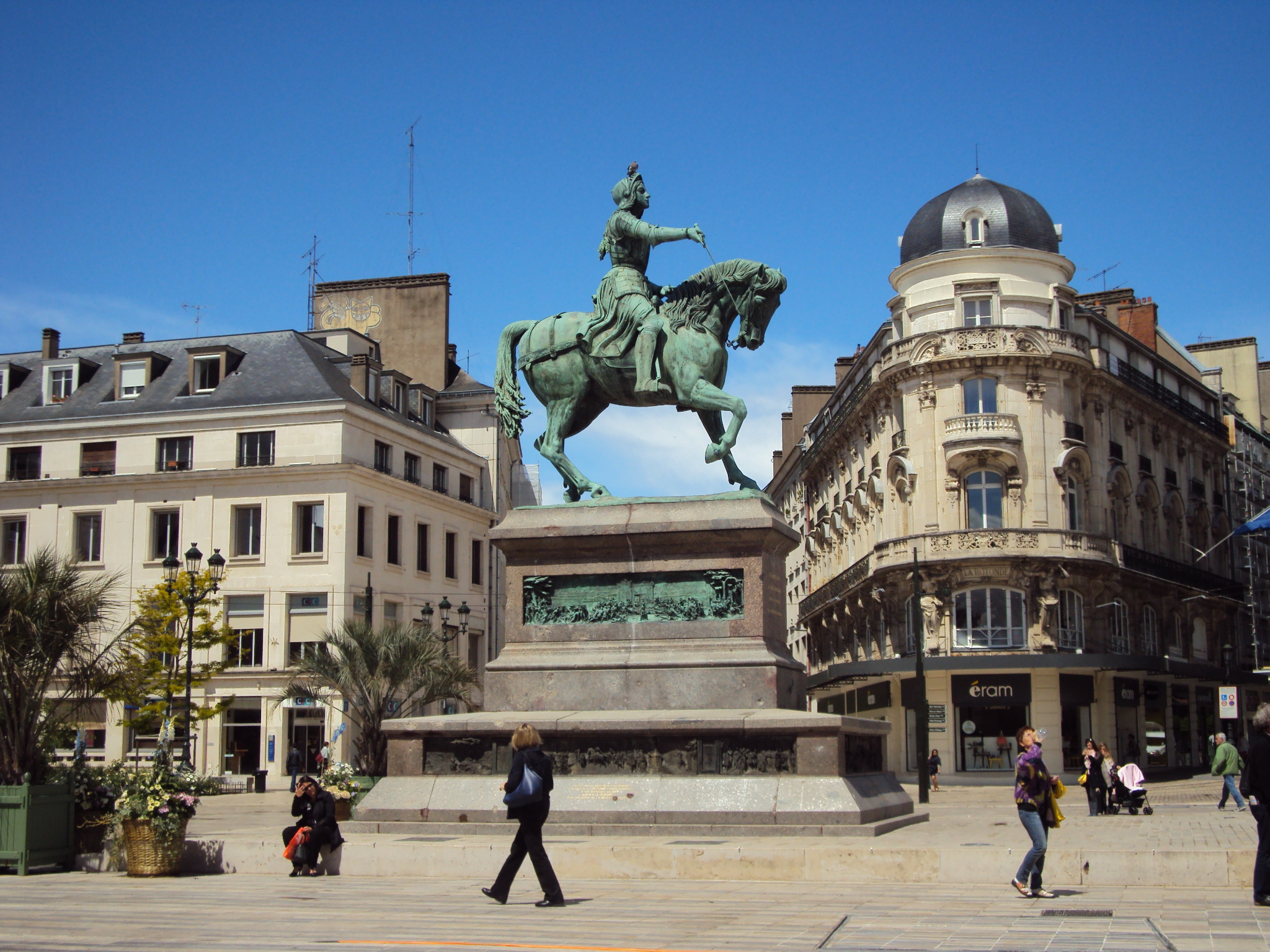
Monument à Jeanne d'Arc (1855), Orléans, place du Martroi.